# Bergpoort
De Bergpoort was oorspronkelijk een stadspoort van de Nederlandse stad Deventer. Sinds 1885 staat de 17e-eeuwse buitenpoort in de tuin van het Rijksmuseum in Amsterdam.

## Geschiedenis
De (oude) Binnen-Bergpoort stamde uit de middeleeuwen en was waarschijnlijk in de eerste helft van de 14de eeuw gebouwd. In 1619 werd hier een nieuwe buitenpoort aan toegevoegd. Deze nieuwe Buiten-Bergpoort was de laatst gebouwde van de drie buitenpoorten die onderdeel vormden van een nieuwe verdedigingsgordel die tussen 1597 en 1634 gebouwd werd. De (Buiten-)Bergpoort stond ongeveer halverwege de huidige Kazernestraat. Het beeldhouwwerk op deze poort is in 1619 ontworpen door de beroemde Amsterdamse architect Hendrick de Keyser. De beeldhouwwerken zijn een zeldzaam voorbeeld van de stijl die de Hollandse renaissance wordt genoemd. In 1813 werd kort voor het Beleg van Deventer de Bergpoort door napoleontische Franse troepen dichtgemetseld en in gebruik genomen als munitieopslag. De dichtgemetselde poort zou pas in 1823 weer worden opgebroken.
De Bergpoort werd in 1880 gesloopt, toen Deventer van de regering toestemming kreeg om de vestingwerken te slopen. De poort werd namelijk als te smal bevonden voor het toenemende verkeer. Wel wilde het Rijk de natuurstenen blokken en gebeeldhouwde onderdelen graag hebben. Het Rijksmuseum in Amsterdam kwam in het bezit van de onderdelen en bracht ze aan op een nieuwgebouwde poort. Tegenwoordig is deze nog steeds te zien in de tuin van het Rijksmuseum, waar hij rug aan rug staat met de Herepoort uit Groningen.

## Replica
Er zijn meerdere pogingen gedaan om de Bergpoort weer terug naar Deventer te halen, maar deze zijn allemaal mislukt. In 1990 werd er op het Emmaplein een replica van de Bergpoort geplaatst. Deze zou in 2007 weer worden gesloopt.

## Fotogalerij

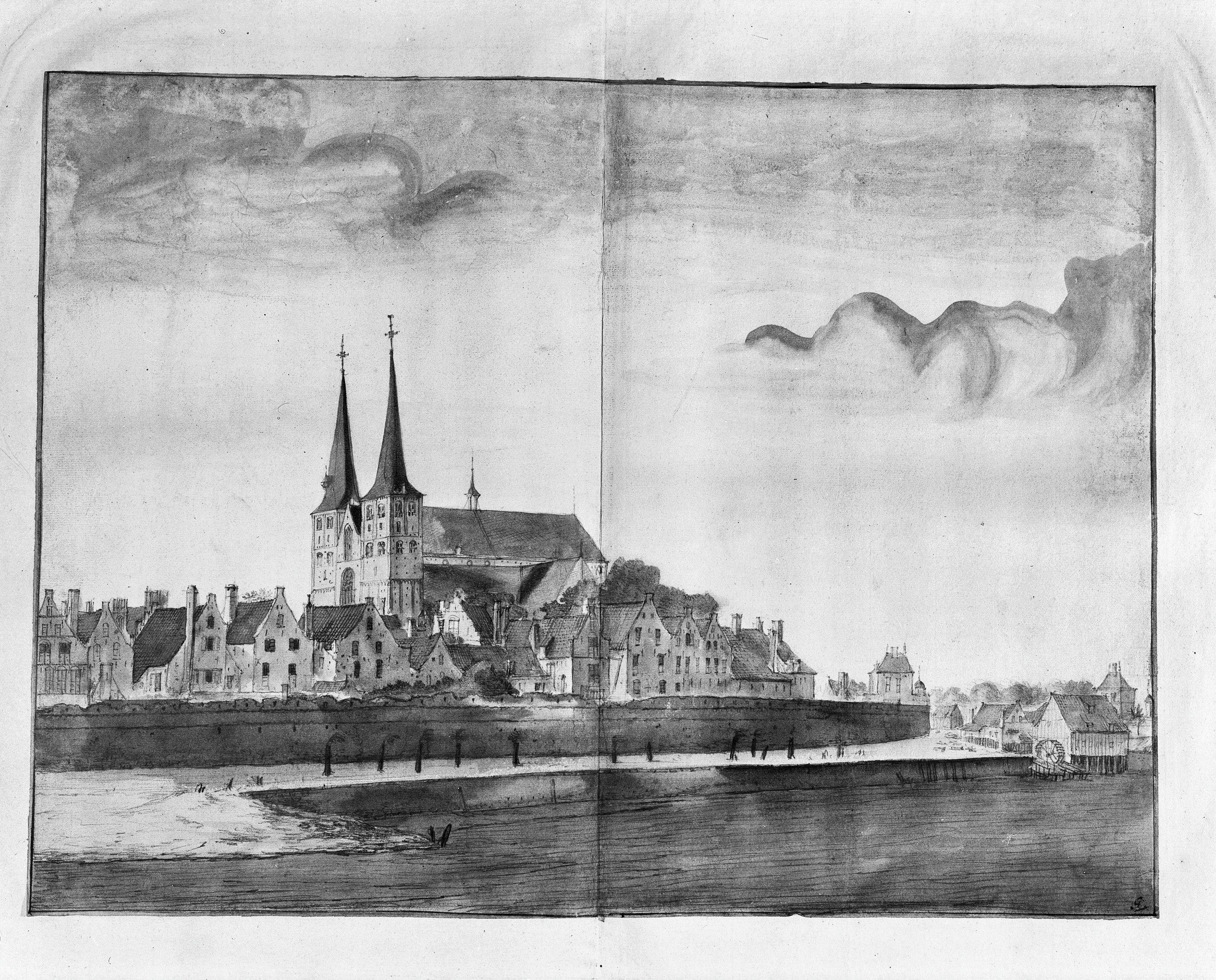
Gezicht op de Bergkerk vanuit het oosten  door Jan Abrahamsz. Beerstraaten (1655). Rechts is de achterzijde van de middeleeuwse (Binnen-)Bergpoort te zien.
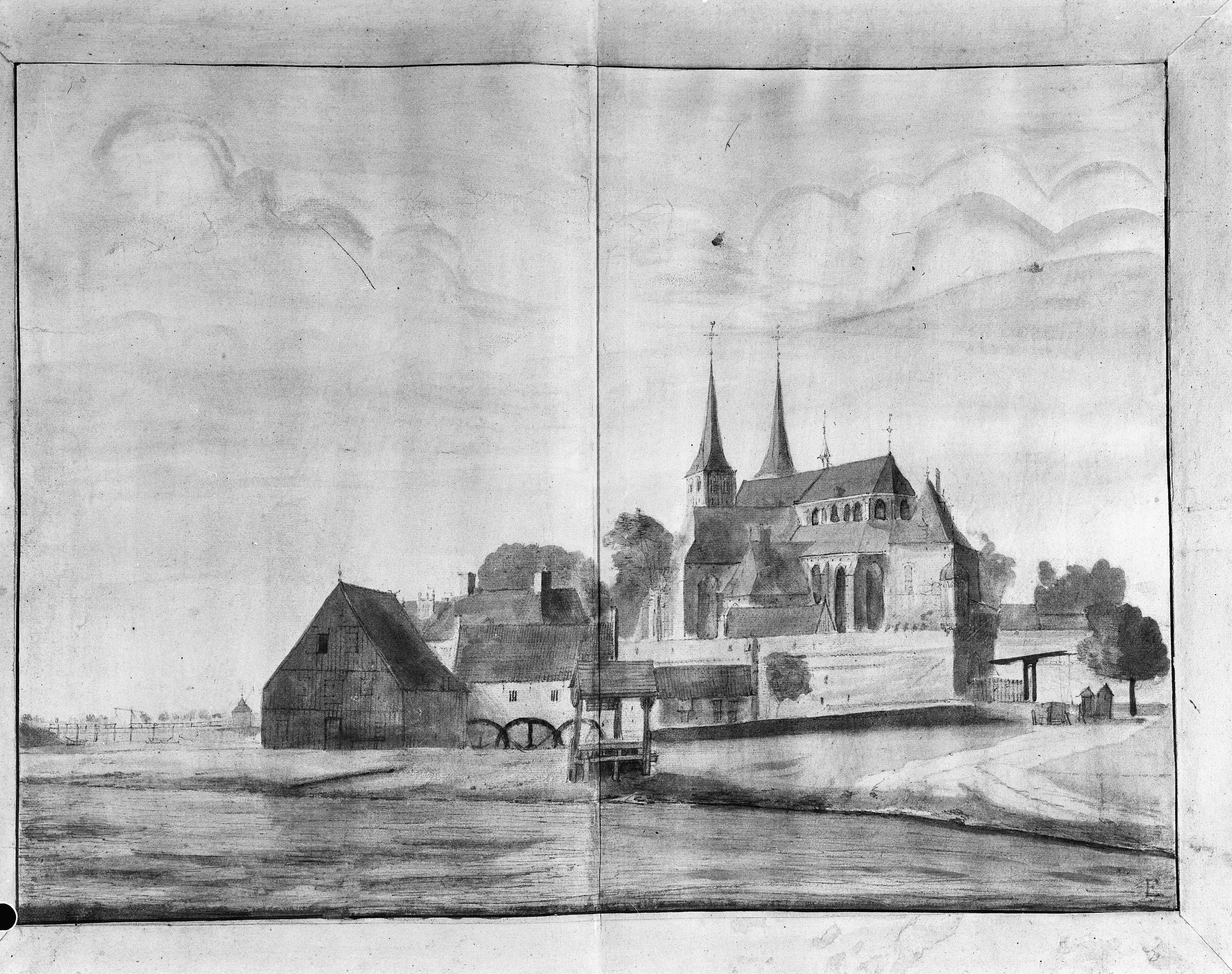
Gezicht op de Bergkerk (1655) met rechts de zijkant middeleeuwse (Binnen-)Bergpoort.
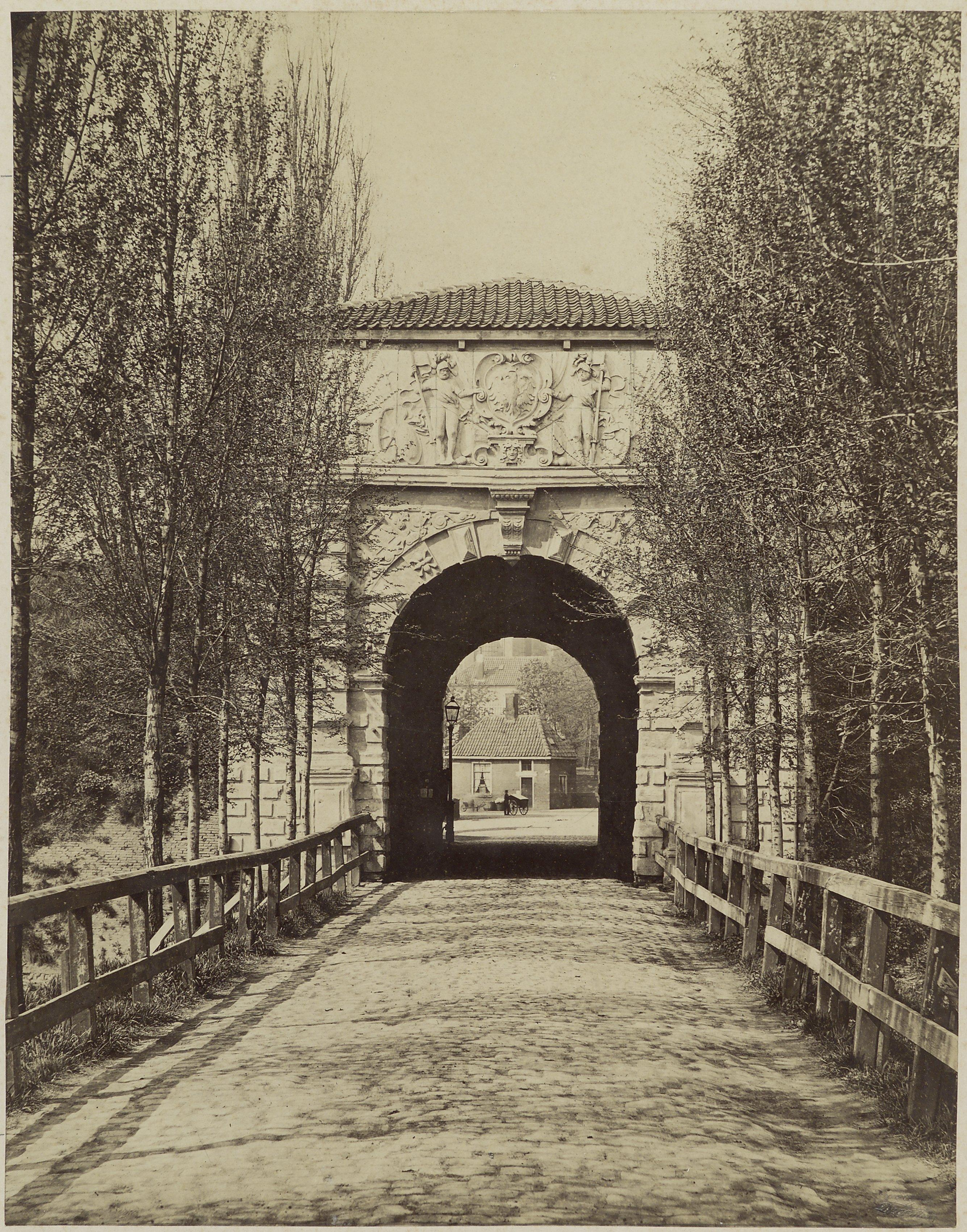
Zicht door de (Buiten-)Bergpoort vanaf de buitenzijde
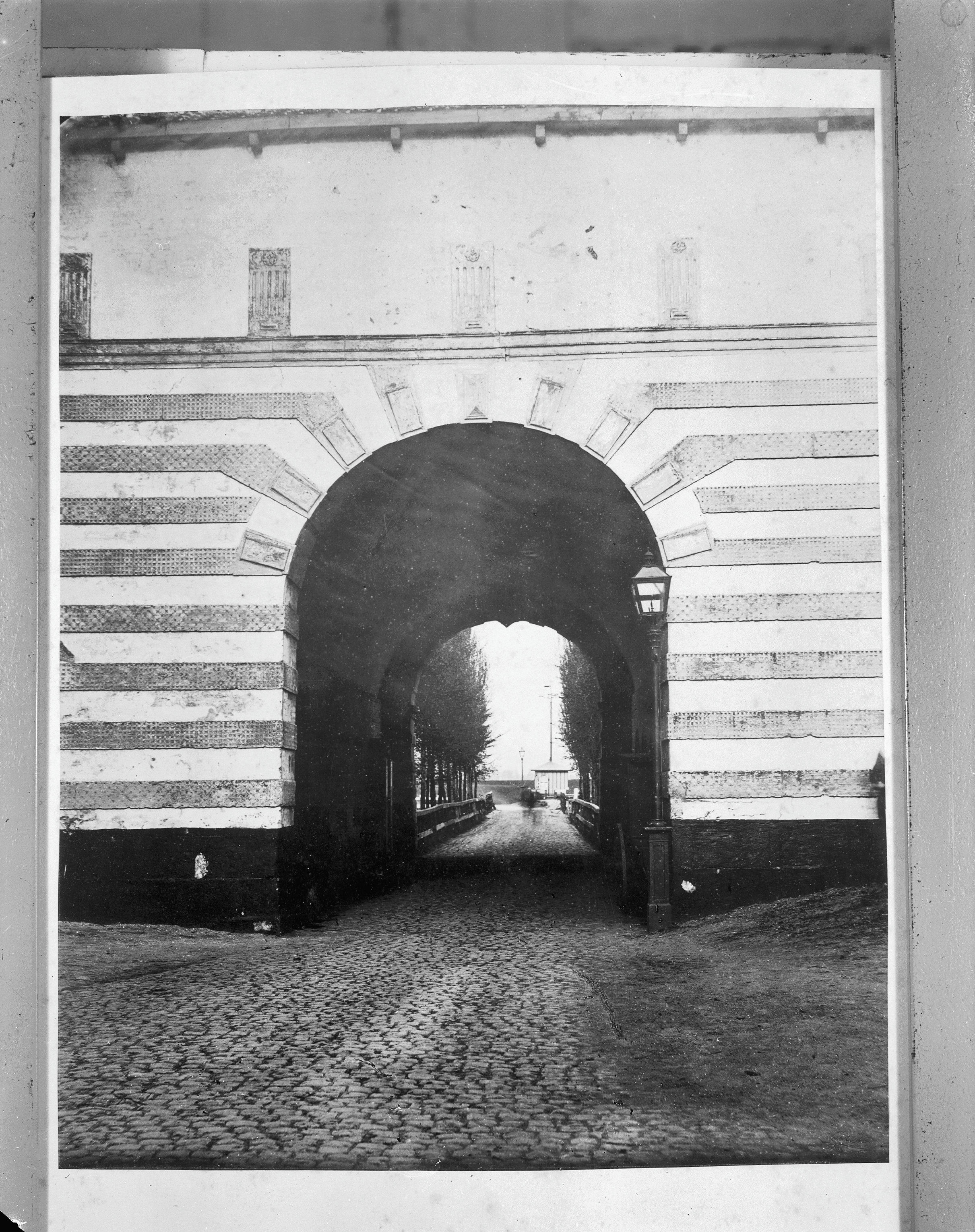
Zicht door de (Buiten-)Bergpoort vanaf de binnenzijde
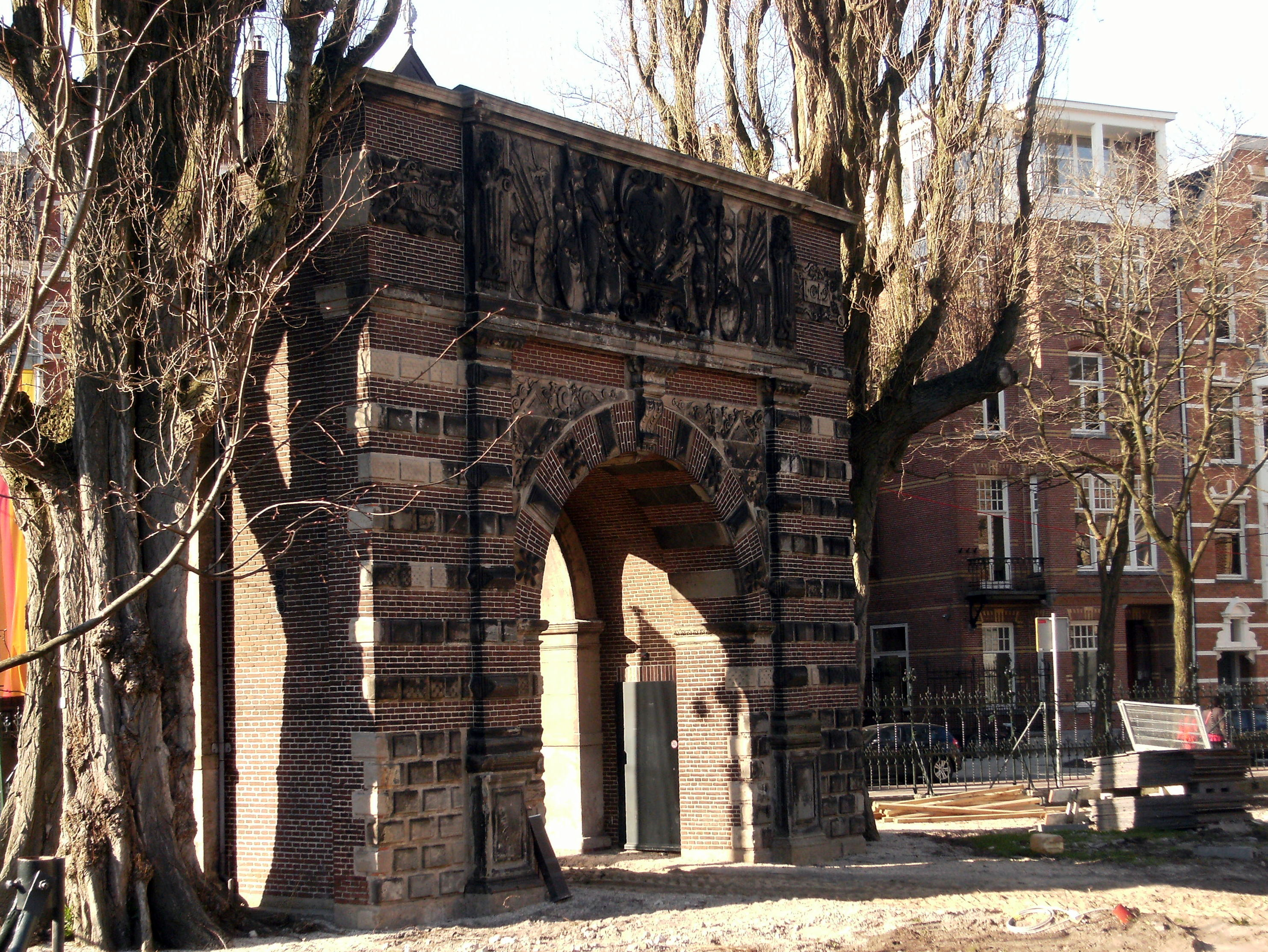
De Bergpoort in de tuin van het Rijksmuseum

Bergpoort 
· Brinkpoort 
· Duimpoort 
· Heestpoort 
· Kraanpoort 
· Melksterpoort
· Mosselpoort
· Noordenbergpoort
· Pijperspoort
· Raampoort
· Schoenmakerspoort
· Veerpoort 
· Verwerspoort 
· Vispoort 
· Vullerspoort
· Zandpoort